# Gołymin-Ośrodek (Gmina)
Gołymin-Ośrodek es un municipio (gmina) del distrito de Ciechanów, Mazovia, Polonia. Tiene una población estimada, a mediados de 2022, de 3544 habitantes.
Su sede es el pueblo de Gołymin-Ośrodek, que se encuentra a unos 19 km al suroeste de Ciechanów y a 64 km al norte de Varsovia.
El municipio cubre un área de 110,55 km².

## Pueblos
En el municipio de Gołymin-Ośrodek se encuentran los pueblos y asentamientos de Garnowo Duże, Gogole Wielkie, Gołymin-Ośrodek, Gołymin-Południe, Gołymin-Północ, Konarzewo-Marcisze, Mierniki, Morawka, Nasierowo-Dziurawieniec, Nasierowo Górne, Nieradowo, Nowy Gołymin, Obiedzino Górne, Osiek-Aleksandrowo, Osiek Górny, Osiek-Wólka, Pajewo-Szwelice, Pajewo Wielkie, Ruszkowo, Smosarz-Dobki, Stare Garnowo, Stary Kałęczyn, Watkowo, Wielgołęka, Wola Gołymińska, Wróblewko, Wróblewo, Zawady Dworskie, Konarzewo-Sławki, Nowy Kałęczyn, Zawady Włościańskie.

## Municipios vecinos
Limita con los municipios de Ciechanów, Gzy, Karniewo, Krasne, Opinogóra Górna y Sońsk.